# Dodó (cầu thủ bóng đá, sinh 1987)
Sandro Ferreira André (1987) hay Dodô  là một cầu thủ bóng đá Brasil thi đấu ở vị trí tiền vệ cho Giresunspor.